# Lobscheid
Lobscheid ist ein Ortsteil von Gummersbach im Oberbergischen Kreis im südlichen Nordrhein-Westfalen.

## Geographie
Der Ort liegt etwa sechs Kilometer südwestlich des Stadtzentrums an der vom Ortsteil Herreshagen im Norden nach Dieringhausen im Süden verlaufenden L 321. Benachbarte Gummersbacher Ortsteile sind Strombach(-Lope) (nördlich) und Dieringhausen(-Hohl) (südlich). Lobscheid lagert sich längs der Siepen des hier entspringenden Burbaches zwischen den Anhöhen Eckkopf (375 m ü. NN) im Norden, Lobscheid (363 m ü. NN) im Westen sowie Hundsknochen (357 m ü. NN) im Osten und Burgberg (371 m ü. NN) im Südosten.

## Geschichte
Laut dem Siedlungsforscher Heinrich Dittmaier fiel die Ortsgründung in die Hauptrodungszeit um das Jahr 1000. Erste urkundliche Erwähnung fand der Ort 1363, als ein Winant von Lovenschede als Grundbesitzer und Ratsmitglied in Reval genannt wurde. Eine Akte des Düsseldorfer Staatsarchivs weist einen Heydrich Hont von Lauffenscheit als Vogt zu Bergneustadt nach.
Das Dorf Lobscheid gehörte bis 1806 zur Reichsherrschaft Gimborn-Neustadt.
1748 hatte Lobscheid knapp 100 Einwohner, 1798 betrug die Einwohnerzahl rund 150; um 1914 lebten etwa 300 Personen im Ort und heute weit über 400.
Der Frauen und Mädchenchor Lobscheid e. V. wurde 1919 gegründet und gehört damit zu den ältesten Chorgründungen des Kreises. 2001 schloss sich der Chor mit dem Männergesangverein Lobscheid zur Chorgemeinschaft Lobscheid zusammen.

## Kultur

### Schulwesen
Von 1903 bis 1967 verfügte Lobscheid über eine eigene Schule.

### Vereinswesen
- Die Chorgemeinschaft Lobscheid e. V.
- Freiwillige Feuerwehr; Löschgruppe Lobscheid (seit 1. Januar 2014 fusioniert mit der Einheit Strombach zur Einheit Strombach-Lobscheid)
- Friedhofs-Gemeinschaft e. V. Lobscheid, mit eigener Friedhofs-Kapelle.
- Dorfgemeinschaft Lobscheid 2005 e. V.

### Wandern
Ab dem Wanderparkplatz Lobscheid bietet der SGV den Wanderweg A1 (5,3 km) an.

## Verkehr
Die Haltestellen Zum Niederfeld, Lobscheid Mitte und Zum Burgberg werden von der Buslinie 366 (Gummersbach – Dieringhausen)
angefahren.